# Gengulf (poemat)

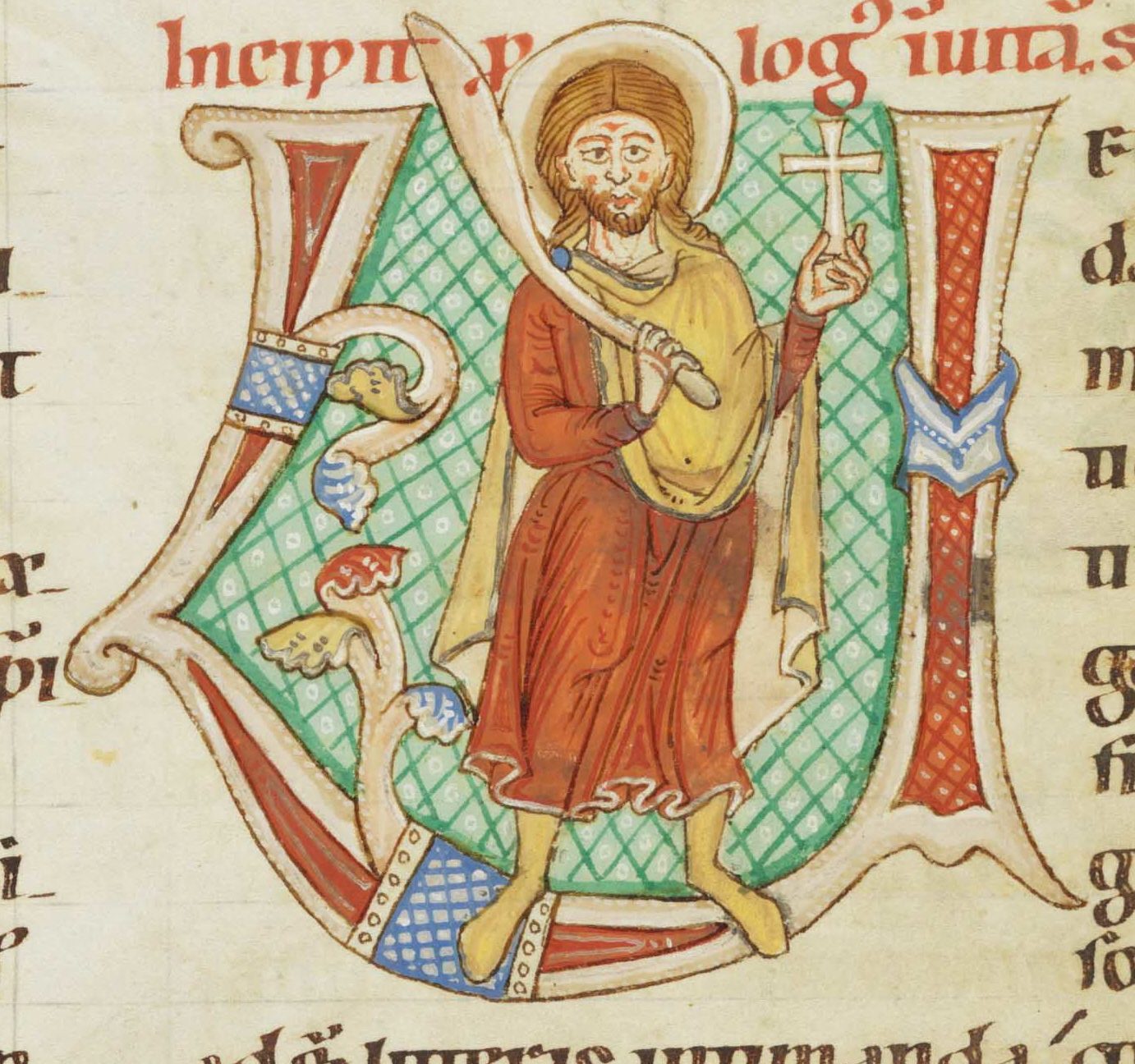
Św. Gengulf. Ilustracja z Weißenauer Passionale.

Gengulf (łac.ː Passio sancti Gangolfi, martyris) – poemat Hrotsvithy z Gandersheim osnuty na legendzie o świętym Gengulfie.

## Treść

### Pieśń I
Gengulf przyszedł na świat w królewskim burgundzkim rodzie za czasów króla Pepina. Był młodzieńcem miłym, skromnym, pobożnym. Nie dbał o złoto, dobra ziemskie, ni zaszczyty. Pilnie studiował święte prawa. Król mianował go w młodym wieku prokonsulem królestwa. Opiekował się sierotami i ubogimi, oddając dla nich więcej niż połowę swego majątku. Służąc swemu monarsze walczył z licznymi jego wrogami. Wracając z jednej z takich wypraw ujrzał piękny ogród z fontanną pośrodku, który tak mu się spodobał, że nie targował się nawet z przebiegłym właścicielem i kupił go od niego za 100 ecu. Towarzysze kpili z niego, że ogród nie był wart nawet 12 ecu. Książę zarzucił im, że krzywym okiem patrzą na jego szczodrość. Po czym ruszyli w dalszą drogę. Po powrocie z wyprawy Gengulf włożył laskę w przed fontanną, która wyschła w czasie jego nieobecności. Gdy następnego dnia wyjęto laskę trysnęła z tego miejsca woda. Gengulf błogosławił Boga za cud, który sprawił i prosił by woda ta stał się błogosławieństwem dla jego poddanych. Odtąd ktokolwiek chory obmył się wodą z tego źródła, odchodził uleczony.

### Pieśń II
W jakiś czas później Gengulf pojął za żonę księżniczkę Ganeę. Klerk, który przebywał w zamku księcia w Smur, zapałał żądzą do pięknej księżniczki i uwiódł ją. Gengulf przebywał w tym czasie na wyprawie wojennej przeciw Słowianom i Bawarczykom. Po skończonej kampanii udał się w drogę powrotną. Zamierzał najpierw skazać wiarołomnych na śmierć. Lecz wspomniawszy na miłosierdzie swego Pana, który przebaczył jawnogrzesznicy, opanował swój gniew. Spotkał się ze swą żoną na osobności, a gdy ta stwierdziła, że jest niewinna, poprosił, by zanurzyła rękę w cudownym źródle. Zimna woda sparzyła rękę księżniczki. Przekonawszy się o winie małżonki i klerka, Gengulf wygnał klerka z kraju, a małżonce zabronił przystępu do małżeńskiego łoża. Sam udał się na pielgrzymkę do Francji. Podstępny klerk wszedł w kontakt z Ganeą i namówił ją do zamordowania jej męża, dzięki czemu mogłaby zostać jedyną dziedziczką jego majątku. Napadłszy Gangulfa powracającego do domu nocą w lesie, pozbawił go życia. Po ośmiu dniach zwłoki Gengulfa uroczyście pogrzebano. Wkrótce do jego grobu popłynęły pielgrzymki z całego kraju. Chorzy i strapieni doznawali pomocy. Pielgrzymowali biskupi i królowie. Nikt kto potrzebował uzdrowienia, pociechy lub rady nie odchodził z pustymi rękami. Do wiarołomnej żony Gengulfa przybył po jakimś czasie pielgrzym, który wezwał ją do nawrócenia, zapowiadając jej rychłą śmierć, ale zaślepiona pychą niewiasta, odrzuciła pomoc.

## O utworze
Poemat został napisany przez Hrotsvithę, mniszkę z  Gandersheim, około 960 roku. Utwór liczy sobie 850 wersów i został napisany łacińskim heksametrem. Jego pełny łaciński tytuł brzmiː Passio sancti Gangolfi, martyris. Hrotsvitha zaczerpnęła temat utworu z żywota św. Gengulfa, opracowanego pod koniec IX lub na początku X wieku.